# Anthos
ANTHOS es un programa que muestra información sobre la biodiversidad de las plantas de España en Internet. El ámbito geográfico general del proyecto es la península ibérica, las islas Baleares y las islas de la Macaronesia (Canarias, Madeira y Azores) como representación de las unidades biogeográficas de manera que se pueda estudiar la distribución de uno o varios taxones en todo el territorio nacional y zonas aledañas.
El programa fue fruto de una serie de convenios suscritos entre la Fundación Biodiversidad, perteneciente al Ministerio de Agricultura, Alimentación y Medio Ambiente, y el Real Jardín Botánico (Consejo Superior de Investigaciones Científicas), Organismo Público de Investigación del Ministerio de Economía y Competitividad. En la actualidad Anthos se sostiene a través de diversos proyectos e iniciativas a las que contribuyen las mencionadas instituciones, además del proyecto Flora iberica.

## Introducción
El programa Anthos, «flor» en griego, creció inicialmente al amparo del proyecto Flora iberica, dirigido también desde el Real Jardín Botánico (CSIC). Esta iniciativa permite a los ciudadanos acceder fácil y libremente a través de Internet a la más completa información botánica de España.
El programa se inició en el año 1999, bajo la dirección de Santiago Castroviejo, con una aplicación informática actualizada hasta primeros del año 2006, en la que se llegó a incluir hasta 700 000 datos de plantas, procedentes principalmente de la bibliografía botánica española.
A partir del año 2005 se incorporó una nueva herramienta informática al programa. Se desarrolló un sistema de información geográfica (SIG) que permitió combinar la información corológica con datos cartográficos sobre variables ambientales y mapas de referencia, lo que permite localizar con mayor exactitud las plantas buscadas, así como explicar de forma visual los patrones de distribución de las distintas especies.
Desde principios del 2010, y tras el fallecimiento de Santiago Castroviejo, Carlos Aedo fue quien se hizo cargo de la dirección del proyecto.

## La información taxonómica
A efectos de la taxonomía, corología, citología, etc., el marco taxonómico para el uso y gestión de los nombres de las plantas es el proyecto Flora iberica. 
Asimismo, se han empleado diversos tratamientos taxonómicos especificados a continuación: 
- Plantas de la península ibérica e islas Baleares: los taxones que corresponden a los géneros ya publicados, o en proceso de publicación, en la obra Flora iberica. Para el resto de los géneros, los tratamientos se ajustan en primer lugar a la Med-Checklist (Greuter, Burdet & Long, 1984) y el resto a Flora europaea (Tutin et al., 1964-1980), excepto algunos para los que se sigue un tratamiento original publicado en revistas botánicas.
- Plantas de las islas Canarias, y en general para toda la región macaronésica: se sigue el esquema taxonómico en I. Izquierdo, J. L. Martín, N. Zutita & M. Arechavaleta (eds.), Lista de especies silvestres de Canarias. Hongos, Plantas y Animales terrestres. Consejería de Medio Ambiente y Ordenación Territorial, Gobierno de Canarias, 2004.

La lista canaria ha sido adaptada a la nomenclatura ofrecida por Flora iberica, manteniendo los nombres canarios como sinónimos para que puedan ser usados en las búsquedas.

## La información corológica
Los mapas de distribución de plantas se elaboran a partir de la información corológica publicada en revistas y libros científicos, junto con los datos de colecciones de herbario revisadas críticamente por autores especializados que nos ceden sus datos. 
La información bibliográfica inicial procedía de la base de datos de citas corológicas que se empezó a preparar en el Real Jardín Botánico (CSIC) en el año 1986, al amparo de un convenio CSIC-INEM, y que posteriormente se publicó con el nombre de Archivos de Flora iberica.
Este trabajo ha sido posteriormente muy ampliado gracias a la labor desarrollada por el proyecto ANTHOS, hasta alcanzar actualmente la cifra de 1,8 millones de registros obtenidos de publicaciones científicas y de un total de 50.000 pliegos de herbarios recogidos en la base de datos del proyecto. Estas cifras siguen aumentando cada día, ya que Anthos es un sistema en continua revisión y actualización.

## La información asociada
La información asociada incorpora otros datos de gran interés para los usuarios, como son los nombres vernáculos, números cromosomáticos, sinonimia, estatus de conservación, dibujos y fotografías.
Los nombres vernáculos fueron inicialmente tomados de los volúmenes publicados en la obra Flora iberica, a los que se añadió la información contenida en la base de datos "Nombres vernáculos", recopilada y mantenida por el Dr. Ramón Morales (Real Jardín Botánico, CSIC) y su equipo de colaboradores, y publicada en parte en la serie Archivos de Flora iberica Esta información ha sido mantenida y actualizada en colaboración con Anthos hasta un contingente de 175 000 nombres vernáculos.
La información relativa al número cromosomático procede de una base de datos previamente publicada, y posteriormente actualizada.
La información de los sinónimos de los nombres aceptados procede de la base de datos de Nomenclatura, de Flora iberica.
La información sobre el estatus de conservación procede de la integración de la información actualizada de página web del Proyecto Phyteia
como un nuevo módulo de Anthos, con unos 15 000 nombres de plantas referidos a unos 2000 taxones de una base de datos en la que se han recogido las normas legales sobre protección de plantas que tienen efecto sobre el territorio español, así como información de libros y listas rojas.
Las ilustraciones proceden de varias fuentes: las láminas en blanco y negro fueron cedidas por Flora iberica y han sido realizadas por diversos artistas botánicos que publican sus trabajos en la obra Flora ibérica. Las láminas en color proceden de otras obras clásicas en la florística ibérica y macaronésica que por su antigüedad ya no están sujetas a derechos de autor o editor:
P.É. Boissier, Voyage botanique deans le midi de l'Espagne... París, 1839-1845, 2vols.
J.C. Hoffmannsegg & H.F. Link, Flore portugaise... Berlín,1809(-1840), 2 vols.
J.M.C. Lange, Descriptioiconibus ilustrata plantarum novarum... Copenhague, 1864[1866]
H.M. Willkomm, Icones et descriptiones plantarum novarum... Leipzig, 1852-1856[-1862], 2 vols.
H.M. Willkomm, Illustrationes florae hispanicae insularumque Balearicum... Stuttgart, 1881-1892, 2 vols.
Las fotografías de las plantas han sido adquiridas o cedidas por diversos fotógrafos botánicos, cuyo nombre aparece al pie de cada foto. En algunos casos, se han realizado fotografías desde el propio proyecto Anthos.

## La información cartográfica
La información cartográfica que se suministra procede de servicios públicos, abiertos, o ha sido cedida por particulares.
Google Maps se carga con las licencias oportunas, al igual que ocurre con Blue Marble y con las capas de variables climáticas suministradas por el Atlas Climático de la Península Ibérica.
El Banco de Datos de la Biodiversidad, del Ministerio de Medio Ambiente, cedió la malla UTM que luego se ha extendido para todo el ámbito de la visualización, así como la información correspondiente a Parques Nacionales.
La información del Mapa Geológico fue tomada del programa de SEIS.NET, Sistema Español de Información de Suelos de España sobre Internet.
Además, Anthos carga, vía WMS, capas temáticas suministradas en el marco del Infraestructura de Datos Espaciales de España, Ministerio de Fomento.
El Modelo Digital del Terreno ha sido formado por Geodata S. L. a partir del Earth Resources Observation and Science (EROS) Center.

## Uso de la información
La información ofrecida en el Proyecto Anthos se distribuye en Internet de forma «pública y gratuita» para su utilización por quien lo desee sin que puedan asumirse responsabilidades por parte de Anthos en cuanto a su fiabilidad, atribuible tan solo a los autores de los trabajos corológicos, taxonómicos o fotográficos. 